# Stephen Hanessian
Stephen Hanessian est un chimiste et professeur québécois né le 25 avril 1935 à Alexandrie en Égypte.
Il a mis au point des programmes informatiques utilisés à l'échelle mondiale par les chimistes œuvrant dans le domaine de la conception des drogues synthétiques.

## Honneurs
- 1974 - Prix Merck Sharpe & Dohme, Institut de chimie du Canada (en)
- 1982 - Prix Hudson, American Chemical Society
- 1987 - Prix Urgel-Archambault
- 1988 - Médaille CIC Palladium, Institut de chimie du Canada (en)
- 1988 - Prix Alfred-Bader en chimie organique, Société canadienne de chimie
- 1988 - Officier de l'Ordre du Canada
- 1988 - Fellow de la Société royale du Canada
- 1991 - Prix Bell Canada-Forum
- 1991 - Prix Marie-Victorin
- 1992 - Médaille E. Smissman, University of Kansas
- 1993 - Prix M.L. Wolfrom, American Chemical Society
- 1996 - Prix A.C. Cope Scholar, American Chemical Society
- 1996 - Médaille Herzberg
- 1997 - Prix Izaak-Walton-Killam
- 1997 - Compagnon Lavoisier, Ordre des chimistes du Québec
- 1998 - Officer de l'Ordre du Canada